# Список объектов всемирного наследия ЮНЕСКО в Сальвадоре
В спи́ске объе́ктов Всеми́рного насле́дия ЮНЕ́СКО в Сальвадоре значится 1 наименование (на 2010 год), это составляет 0,1 % от общего числа (1248 на 2025 год). Объект включен в список по культурным критериям.
Кроме этого, по состоянию на 2010 год, 6 объектов на территории государства находятся в числе кандидатов на включение в список всемирного наследия. Объект на территории Сальвадора был занесён в список в 1993 году на 17-й сессии Комитета всемирного наследия ЮНЕСКО.

## Список
| # | Изображение | Название                                                                                       | Местоположение          | Время создания  | Год внесения в список | №   | Критерии |
| - | ----------- | ---------------------------------------------------------------------------------------------- | ----------------------- | --------------- | --------------------- | --- | -------- |
| 1 |             | Археологические памятники древнего поселения Хойя-де-Серен Sitio arqueológico de Joya de Cerén | Департамент Ла-Либертад | 900 г. до н. э. | 1993                  | 675 | iii, iv  |

## Предварительный список
В таблице объекты расположены в порядке их добавления в предварительный список.
| # | Изображение | Название                                             | Местоположение                   | Время создания         | Год внесения в предварительный список | №   | Критерии |
| - | ----------- | ---------------------------------------------------- | -------------------------------- | ---------------------- | ------------------------------------- | --- | -------- |
| 1 |             | Залив Фонсека Golfo de Fonseca                       | Департамент Ла-Унион             | —                      | 1992                                  | 206 | ?        |
| 2 |             | Кара-Сусия и Эль-Импосибле Cara Sucia / El Imposible | Департамент Ауачапан             | 900                    | 1992                                  | 207 | ?        |
| 3 |             | Чальчуапа Chalchuapa                                 | Департамент Санта-Ана            | I тысячелетие до н. э. | 1992                                  | 208 | ii, iii  |
| 4 |             | Старый город Ciudad Vieja / La Bermuda               | Департамент Кускатлан            | 1525                   | 1992                                  | 209 | ?        |
| 5 |             | Гихо Lago de Güija                                   | Департаменты Санта-Ана и Хутьяпа | —                      | 1992                                  | 210 | ?        |
| 6 |             | Какаопера Cacaopera                                  | Департамент Морасан              | —                      | 1992                                  | 211 | iii, v   |